# Schwedenstraße

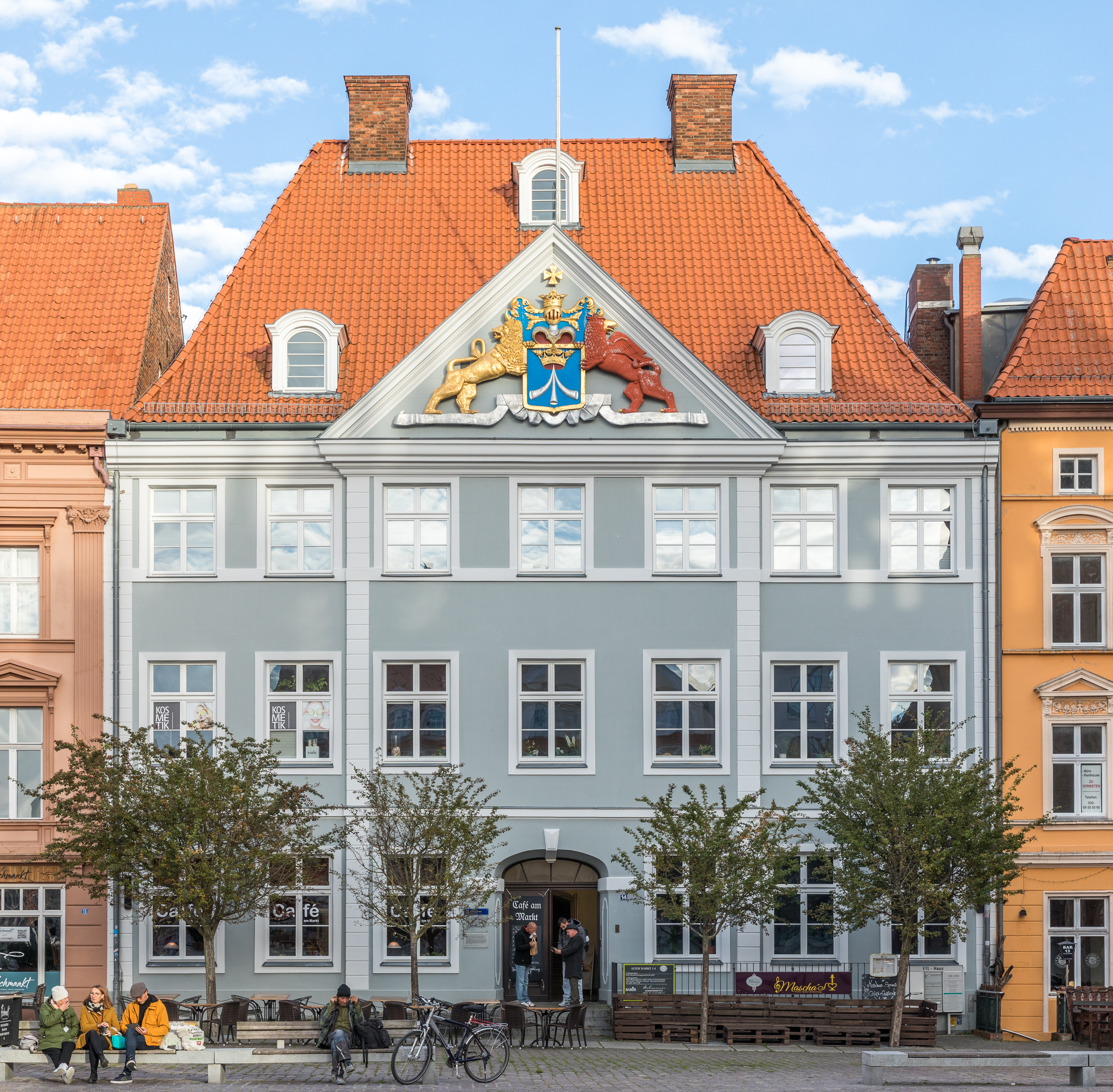
Commandantenhus, Stralsund

De Schwedenstraße is een toeristische autoroute in Mecklenburg-Voorpommeren en Brandenburg, Duitsland. De 700 kilometer lange bewegwijzerde route uit 2000 is gewijd aan de Zweedse tijd in Noord-Duitsland (Schwedenzeit, 1630-1815).  De route bestaat uit een Kustroute, een Oostroute en een Westroute. De routes lopen onder andere door Wismar, Stralsund, Greifswald, Gadebusch, Wittstock an der Dosse, Sassnitz, Prenzlau.